# James Taylor Quartet
Het James Taylor Quartet is een vierkoppige Britse jazz funkband die bekendheid verwierf met hun liveoptredens. De band werd gesticht door hammondorgelspeler James Taylor na de split van diens toenmalige band The Prisoners in de nasleep van het faillissement van Stiff Records. De vaste kern van de band bestaat uit James Taylor (hammondorgel), Nigel Price (gitaar), Gary Crockett (basgitaar) en Neil Robinson (drum). Voor opnames en liveoptredens wordt de band meestal uitgebreid met een blazerssectie bestaande uit John Willmott (tenorsaxofoon/dwarsfluit) en Nick Smart (trompet) en met de vocaliste Yvonne Yanney.
De band wordt vaak benoemd met het acroniem JTQ en heeft geen enkele band met de Amerikaanse singer-songwriter James Taylor.

## Filmmuziek
De eerste single van het James Taylor Quartet, "Blow-Up" (een funk versie van het centrale thema dat Herbie Hancock schreef voor de baanbrekende film Blow-Up van Michelangelo Antonioni), kwam in 1985 uit op het Re Elect The President label, dat later het Acid Jazz label zou worden. Het nummer werd opgepikt en gepromoot door NME en John Peel en verscheen gedurende drie jaar op de invloedrijke Festive 50 Chart van Peel. Het debuutalbum van de band, Mission Impossible, werd het volgende jaar uitgebracht en bestond vooral uit covers van filmthema's uit de sixties zoals "Alfie", "Mrs. Robinson" en "Goldfinger" in een ruwe, up-tempo, bijna punk-stijl die vooral gericht was op het orgelspel van Taylor. Het tweede album, The Money Spyder, was een soundtrack voor een ingebeelde spionagefilm, waarbij de band zijn eigen herkenbare stijl toepaste op de composities van Taylor.
Bij het promoten van deze albums ontwikkelde het James Taylor Quartet een sterke reputatie als live band die ze tot op de dag van vandaag kunnen waarmaken. Bij liveoptredens ligt de nadruk op het brengen van toegankelijke, sterk ritmische muziek, die, ondanks de geïmproviseerde solo's, volgens sommigen elementen bevat van moderne dansmuziek. Door een contract met een grote platenmaatschappij speelden ze in deze periode voor steeds meer toeschouwers. In deze periode nam de band ook hun "kenwijsje" "The Theme from Starsky and Hutch" op. Dit leidde tot het uitbrengen van het livealbum Absolute in 1991, dat een poging was om de energie van de band live te vatten (Hoewel het album eigenlijk in de studio opgenomen werd, en het geluid van het publiek pas later toegevoegd werd).

## De opkomst van Acid Jazz
In de vroege jaren 90 veranderde de band van richting en bracht ze een reeks albums uit om in te spelen op de populariteit van de Soul en Acid Jazz scene in het Verenigd Koninkrijk in die dagen. Op deze albums waren vocalisten zoals Rose Windross van Soul II Soul, Alison Limerick en Noel McKoy te horen. McKoy werd een vast lid van de band gedurende een deel van deze periode. De single "Love The Life" bereikte de Engelse Top 40 en het daarbij horende album Supernatural Feeling bereikte de top 30 in de Engelse hitlijsten. Bij het volgende album In The Hand of The Inevitable keerde de band terug naar Acid Jazz label, waar het nog steeds het best verkopende album blijft.

## De terugkeer naar de funk roots
Sindsdien keerde het James Taylor Quartet terug naar hun oorspronkelijke stijl van instrumentale jazz funk met als basis het hammondorgel. Deze stijl brachten ze op een reeks van albums die het instrumentaal talent van de band goed in de verf zetten. Covers van nummers zoals "Whole Lotta Love", "Dirty Harry" and "Jesus Christ Superstar"' werden opgenomen in dezelfde geest als het debuut "Blow-up", maar de albums bestaan toch vooral uit originele composities. Op liveoptredens doet vaak een vocalist mee, en worden nummers uit de soul periode van de band gespeeld. De band kreeg een Music of Black Origin nominatie voor hun tweede livealbum Whole Lotta Live.

## Samenwerkingen en gastoptredens
Het James Taylor Quartet maakte hun eerste echte film thema toen ze meewerkten aan de soundtrack van de eerste Austin Powers film. James Taylor en leden van het kwartet werkten ook samen met Tom Jones op het album met duetten Reload, en waren te horen op albums van The Wonder Stuff, Manic Street Preachers, The Pogues, Kingmaker en U2. Ze waren ook de huisband in het praatprogramma van Gaby Roslin dat gedurende korte tijd liep op Channel 4.
Eind jaren 90 begon James Taylor bibliotheekmuziek te componeren en op te nemen voor de Bruton Music company. Een reeks opnames werd verspreid voor gebruik door de media in televisiereclame, programma's, films, enz... Gezien deze opnames niet te koop zijn voor het brede publiek zijn ze zeer gezocht door de die hard fans.

## New Jersey Kings
Het James Taylor Quartet nam ook drie albums op onder de naam New Jersey Kings. Deze albums zijn qua stijl vergelijkbaar met het funky Hammond basisgeluid van JTQ, maar zijn voor het grootste deel live in de studio opgenomen en hebben als gevolg daarvan een meer natuurlijk, maar ook ruwer geluid.

## Recente Evolutie
Bij sommige optredens in 2005 werd de blazerssectie uitgebreid en werd de band aangekondigd als het James Taylor Funk Orchestra.
Tijdens 2005 werd gitarist David Taylor vervangen door Nigel Price.
In september 2006 bracht de band het album A Taste of Cherry uit.

## Discografie

### JTQ
- Mission Impossible (1986)
- The Money Spyder (1987)
- The First Sixty Four Minutes (1988) Repackage of Mission Impossible and The Money Spider
- Wait a Minute (1988)
- Get Organized (1989)
- Do Your Own Thing (1990)
- Supernatural Feeling (1991)
- Absolute (live) (1993)
- Extended Play (1994)
- BBC Sessions (1995)
- In the Hand of the Inevitable (1995)
- A Few Useful Tips about Living Underground (1996)
- Creation (1997)
- Whole Lotta Live (1998)
- JTQ, A Collection - the Best of the Acid Jazz Years (1999)
- Penthouse Suite (1999)
- A Bigger Picture (1999)
- Swinging London (2000)
- Message From The Godfather (2001)
- Room at the Top (2002)
- The Oscillator (2003)
- A Taste of Cherry (2006)

### Bruton bibliotheek
- Swinging London
- Retro Acid Jazz (1995)
- The Hustle (2004)

### New Jersey Kings
- Party to the Bus Stop (1992)
- Stratosphere Breakdown (1995)
- Uzi Lover (2002)